# Itraconazol
Itraconazol ist ein systemisch wirkendes Antimykotikum aus der Gruppe der Triazole, das bei oraler Verabreichung größtenteils im Darm resorbiert wird und in den Blutkreislauf gelangt. Die Resorptionsrate wird durch das Säuremilieu des Magens beeinflusst.
Das Arzneimittel steht auch zur intravenösen Therapie zur Verfügung.
Itraconazol, die Nachfolgesubstanz von Ketoconazol, wirkt wie alle anderen Antimykotika nur gegen bestimmte Pilzarten.
Die Verstoffwechslung erfolgt über das Cytochrom CYP3A4.
Die Halbwertszeit hängt von der Dosierung und der Dauer der Einnahme ab und beträgt bei Einmalgabe von 100 mg 15 Stunden, bei Einmalgabe von 400 mg 25 Stunden und nach Einnahme von 400 mg pro Tag über 2 Wochen 42 Stunden.
Itraconazol ist in Deutschland verschreibungspflichtig und birgt u. a. das Risiko von Herzinsuffizienz und Leberschäden.
Wegen variabler Bioverfügbarkeiten können bei Einnahme von Itraconazol als Kapseln oder Saft Serumspiegelbestimmungen sinnvoll sein.

## Stereoisomerie
Itraconazol ist ein Gemisch von zwei Diastereomeren, die racemisch vorliegen. Folglich ist der Arzneistoff ein Gemisch von vier Stereoisomeren.

## Einsatzbereich/Wirksamkeit
Die antimykotische Wirkung von Itraconazol basiert auf der Reduktion der Ergosterol-Synthese in den Pilzzellen, das dort ein lebenswichtiger Bestandteil der Zellmembran ist.
Eingesetzt wird Itraconazol zur Therapie und Prophylaxe von Systemmykosen, insbesondere bei oraler und ösophagealer Candidose.
Die Wirksamkeit ist durch In-vitro-Studien belegt bei Infektionen durch:
- Dermatophyten (Trichophyton spp., Microsporum spp., Epidermophyton floccosum)
- Hefen (Cryptococcus neoformans, Pityrosporum spp., Candida spp., einschließlich C. albicans, C. glabrata und C. krusei)
- Aspergillus spp.
- Histoplasma capsulatum
- Paracoccidioides brasiliensis
- Sporothrix schenckii
- Fonsecaea spp.
- Cladosporium spp.
- Blastomyces dermatitidis

sowie unterschiedliche andere Pilze und Hefen.
Infektionen mit häufig verminderter Empfindlichkeit (erhöhte MHK) gegen Itraconazol sind:
- Candida glabrata
- Candida tropicalis
- Candida krusei
- Candida guiliermondii
- Fluconazol-resistente Candida-spp.-Isolate

Itraconazol ist unwirksam gegen:
- Zygomycota (Rhizopus spp., Rhizomucor spp., Mucor spp. und Absidia spp.)
- Fusarium spp.
- Scedosporium spp.
- Scopulariopsis spp.

Die Zahl der nachgewiesenen Stämme mit Resistenzen gegen Itraconazol hat sich bei Aspergillus fumigatus seit den 2000er Jahren deutlich erhöht. Die zunehmende Verwendung von Azolen in der Landwirtschaft wird dafür verantwortlich gemacht.

## Wechselwirkungen
Itraconazol benötigt ein saures Milieu, um im Verdauungstrakt aufgenommen zu werden. Die Einnahme von Magensäureblockern oder basischen Medikamenten kann die Aufnahme der Substanz behindern.

## Nebenwirkungen
Als häufige, in klinischen Studien aufgetretene Nebenwirkungen sind zu nennen: Kopfschmerzen, Übelkeit, Durchfall, Bauchschmerzen, Verdauungsstörungen, Blähungen, Leberfunktionsstörungen, Schnupfen und Nasennebenhöhlenentzündung, Infektion der oberen Atemwege, Ausschlag.

## Handelsnamen
Monopräparate

Sempera (D), Siros (D), Sporanox (A, CH), zahlreiche Generika (D, A, CH)
Veterinärmedizin

Fungitraxx, Itrafungol